# Rover 100
Rover 100 es un automóvil utilitario del segmento B producido por Rover desde 1990 hasta 1997 con tracción delantera y peso en vacío de 790-930 kg.

## Técnica
La mecánica de los vehículos ha sido parcialmente absorbida por el metro teniendo motores de gasolina este modelo de 1.1 a 1.4 litros (44-76 kW) y diésel; 1.4 a 1.5 litros (37-40 kW). Hubo una innovación, un motor de 1.1 litros con 44 kW (60 CV) y 8 válvulas, un motor de 1.4 litros con 8 válvulas y 55 kW (75 CV) y un motor de 1.4 litros con 16 válvulas, 66 kW (90 CV) y más tarde de 76 kW (103 CV). Los motores eran de la recientemente desarrollada Rover K -series, que se introdujo en 1990 mientras que la caja de cambios parecida a la de los Citroën AX y Peugeot 106 vinieron del fabricante francés de automóviles Peugeot.

### Facelift

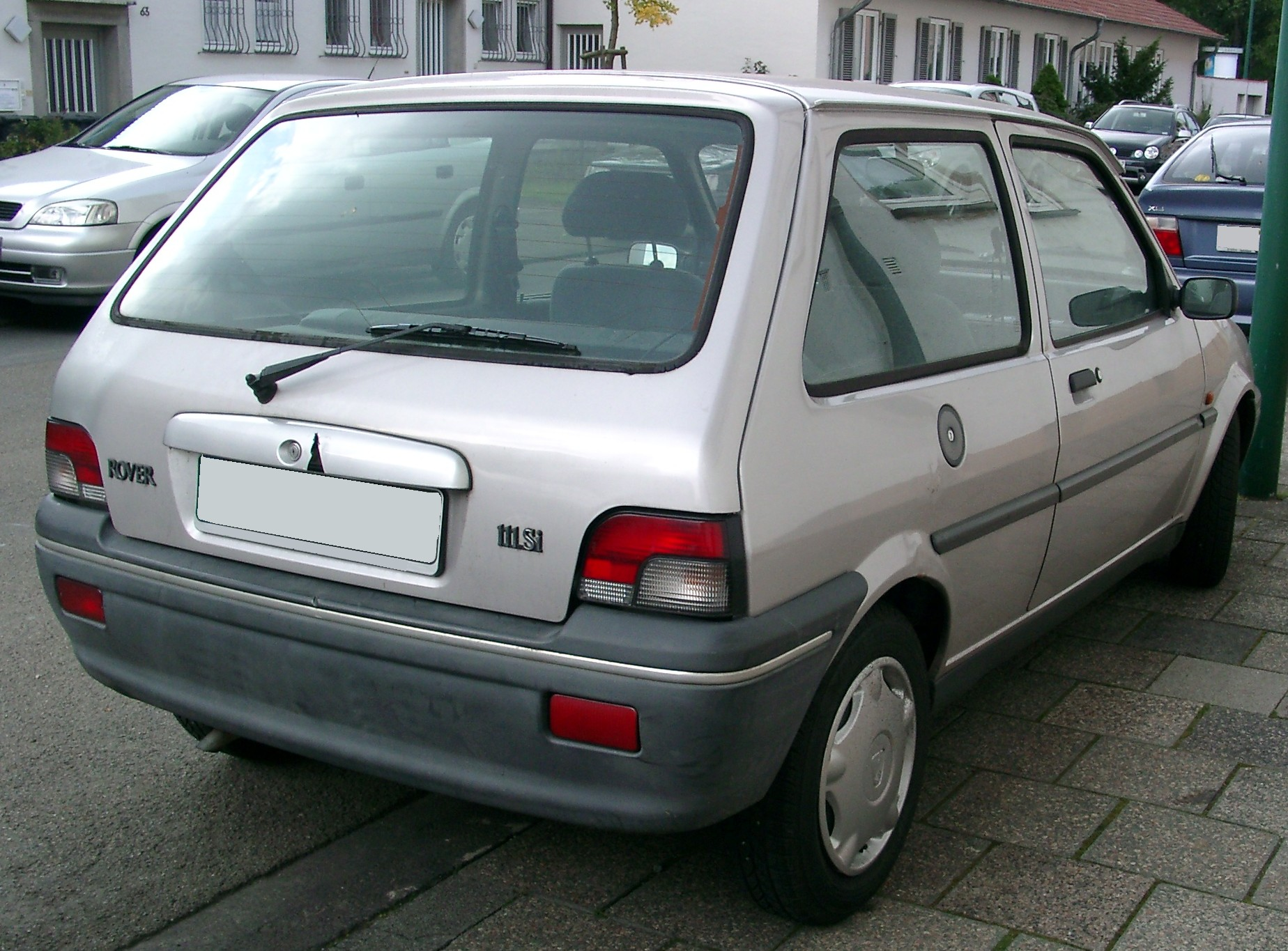
Vista trasera

En la primavera de 1994, el exterior ha tenido algunos cambios con el fin de ocultar la edad del diseño básico. Hubo nuevos parachoques en la parte delantera, con una calandra de refrigeración empotrada, nuevos faros con tulipas nuevas e intermitentes renovados, paso de rueda frontal de plástico, faldones laterales en algunos acabados, y los siguientes modelos GTI, un nuevo parachoques trasero, una nueva manija de arranque y nuevas luces traseras, un nuevo portón trasero y nuevas molduras. Una nueva gama de colores y acabados cromados para los modelos de gama superior, conocidos como versiones GS, con madera en el tablero de instrumentos revisado a fondo, y acabados también de madera en los paneles de las puertas y asientos de cuero.
El interior también ha sido revisado. Tenían asientos delanteros más grandes y más cómodos procedentes del Rover 200, y los nuevos paneles de las puertas y un nuevo tapizado en el techo interior para transmitir la calidad y el lujo, y para adaptar el coche a los otros modelos en el programa de Rover. La posición del asiento se ha mejorado porque se aumenta su anchura ligeramente, y los pedales estaban algo más separados entre sí. Esto también tuvo la consecuencia de que la posición del volante se hizo más vertical, como en los coches modernos habituales, con lo que, en comparación con el Metro, ganó comodidad de conducción; la posición con volante inclinado, típica del Mini, ya era cosa del pasado. Pero en cuanto a tamaño del habitáculo y su disposición, no cambió nada; así, el coche ya se considera ahora demasiado pequeño en comparación con la mayoría de sus competidores, más modernos y mayores.
En general, la serie Rover 100 se consideró una revisión de un coche con fondos limitados, siendo un retoque estilístico y de equipamientos del coche original. Al comienzo de la serie 100, el modelo podría competir temporalmente con otros modelos perfectamente, sobre todo en el manejo, la agilidad, la vivacidad y la economía de que se trate. Más tarde, no obstante fue quedándose obsoleto. Sus rivales fueron reemplazados por coches más modernos, y así, los déficits se hicieron visibles, entre otros, en los ámbitos de la protección contra la oxidación, la elaboración, el uso del espacio y la seguridad, especialmente la seguridad pasiva, en caso de sufrir un accidente.

## Desastre en EuroNCAP
En 1997, el Rover 100 suspendió el crash-test de prueba a la EuroNCAP. En la prueba aparece con el título y hasta ahora nunca igualado, el "coche más inseguro probado en EuroNCAP". Durante la prueba de choque el airbag del conductor no protegió al conductor, de ser un accidente de tráfico real ni el conductor ni los ocupantes habrían sobrevivido al accidente. El informe es explícito:
General
El Rover 100 obtiene una cero estrellas, la peor puntuación jamás alcanzada por un coche por el EuroNCAP, pero con algunos cambios de menor importancia, habría tenido derecho a una única estrella. El choque frontal es tan peligroso como el impacto lateral. El choque contra peatones es algo menos deficiente aunque lejos de ser seguro.
Impacto frontal
El Rover 100 sufre de una deformación demasiado peligrosa durante el impacto frontal: después de la prueba, es necesario abrir la puerta del conductor con herramientas especiales. El volante se desplaza 312 mm hacia atrás. Esto que provoca un alto riesgo de lesiones graves y mortales en la cabeza y en el pecho, incluso con el airbag activado. El volante se desplaza tanto, que la cabeza termina por deslizarse del airbag e impactar fuertemente contra el marco del parabrisas. Hay una intrusión excesiva de los pedales (312 mm), y las piernas se quedan sin espacio alguno y atrapadas. En cambio, el pasajero está un poco más protegido.
Impacto lateral
La protección de la cabeza es bueno. La cabeza no es la más expuesta: las costillas se presionan fuertemente, poniendo en gran peligro la zona del pecho, ya que no existe estructura alguna de protección frente a impactos laterales, y por lo tanto la protección del abdomen también es muy mala.